# Subregión de San Jorge (Sucre)
San Jorge es una de las 5 subregiones que componen el departamento de Sucre (Colombia). Está integrada por los siguientes municipios, al suroccidente del mismo:
- Caimito
- La Unión
- San Marcos
- San Benito Abad

La subregión presenta zonas de bosque húmedo tropical, bosque seco tropical, bosque muy seco tropical y sabanas naturales. Sobre la subregión se asienta la cuenca del río San Jorge, del cual toma su nombre.